# Una nuvola d'ira
Una nuvola d'ira (traduction littérale en langue française :« Un nuage de colère » ) est un roman de Giovanni Arpino paru en 1962, qui raconte les événements de trois militants communistes impliqués dans un triangle amoureux.

## Résumé

### Première partie
L'événement se déroule à Turin en 1961, au cours des célébrations du centenaire de l'Unité d'Italie.
Matteo est un homme de quarante ans qui a été un partisan et qui a travaillé dans une tannerie. Sa femme, Sperata, travaillait dans une industrie textile. Angelo Maunero était un magasinier, plus jeune que Matteo. Les trois militent dans le parti communiste.
Angelo est un marxiste, qui ne veut pas accepter de compromis. Il est mécanicien et il occupe un poste de travail pas qualifié, car il n'a pas voulu renoncer à son idéologie.
Angelo et Sperata sont amants depuis longtemps, mais Sperata a aussi des rapports avec Matteo. Angelo et Sperata passent leur temps libre entre cinémas, musées et conférences, tandis que Matteo aime chasser et pêcher. Angelo et Sperata n'ont jamais confessé à Matteo leur amour, mais les deux amants pensent qu'il connaît leur relation. Ils pensent que ce rapport à trois peut-être un exemple d'amour délivré des conventions sociales.
Matteo est hospitalisé à cause d' une ulcère. Le samedi avant l'opération, Angelo et Sperata après l'avoir salué, passent la soirée à la foire de la ville, au cinéma et enfin dans une cave. Angelo ne perd pas l'occasion de montrer son aversion pour les comportements conventionnels.
Quand ils rentrent à la maison, ils trouvent le salon et la cuisine dévastés; le fusil de chasse de Matteo a disparu. Angelo et Sperata comprennent que Matteo s'est échappé de l'hôpital, a voulu se venger des deux amants, puis il s'est enfui sur sa moto. Ils ont peur qu'il veuille se suicider, ou qu' il meure à cause de sa maladie, donc ils commencent à le chercher.

### Seconde partie
Les deux amants ne trouvent Matteo ni dans la ville et ni dans les hôpitaux, ils décident donc de le rechercher dans la région d'Alba, où vit son demi-frère. Pendant le voyage, ils discutent de la fuite de Matteo, et Sperata commence à avoir des doutes sur leur rapport, qui est peut-être seulement une méthode pour démontrer leur orgueil. La femme promet de continuer à vivre seulement avec Matteo s'ils le retrouvent vivant.
Au cours de leur périple, ils se trouvent à une fête de mariage; Angelo comme à son habitude se moque des participants et finit par irriter Sperata, qui pense déjà aux conséquences lors de l'éventuelle rencontre avec Matteo. Ils arrivent chez le demi-frère de Matteo, un paysans qui feint d'être étonné de les voir. Quand il réussit à parler seul à seul avec Sperata, il lui dit que Matteo a été chez lui et qu'il est reparti avec sa moto; il ajoute qu'il avait compris qu'Angelo était l'amant de Sperata.
Les deux amoureux continuent à rechercher Matteo car ils espèrent le retrouver dans un hôpital. Pendant la route, ils aperçoivent la moto de Matteo dans un précipice.
Matteo se trouve par terre, faible et blessé. Sperata reste avec lui, tandis qu'Angelo va rechercher un médecin. Matteo tente de s'excuser avec Sperata, mais il meurt. Angelo revient en colère: il n'a pas trouvé de médecin, donc il peut seulement aider Sperata à récupérer le corps de Matteo.
Sperata a la sensation qu'ils ont tué Matteo, et le sentiment que Angelo même cherche à cacher ses remors, sa rage, sa honte.

## Éditions
- 1962 : Una nuvola d'ira, Narratori italiani (94), Mondadori.
- 1974 : Una nuvola d'ira, Oscar (530), Mondadori.
- 1982 : Una nuvola d'ira, La scala, Rizzoli.
- 1984 : Una nuvola d'ira, BUR (578), Rizzoli.
- 2009 : Una nuvola d'ira, BUR Scrittori Contemporanei, Rizzoli,   (ISBN 978-88-17-03100-4).